# Ralf Brudel
Ralf Brudel (ur. 6 lutego 1963 w Poczdamie) – niemiecki wioślarz, dwukrotny medalista olimpijski.
Urodził się w NRD i do zjednoczenia Niemiec startował w barwach tego kraju. Oba medale zdobył jako członek czwórki: raz ze sternikiem, a raz bez. W Seulu sięgnął po złoto, cztery lata później – już jako reprezentant zjednoczonych Niemiec – zajął drugie miejsce. Stawał na podium mistrzostw świata (złoto w 1987 i 1989).